# 22R-Hydroxycholestérol
Le 22R-hydroxycholestérol est un intermédiaire métabolique endogène de la biosynthèse des hormones stéroïdiennes à partir du cholestérol,. C'est le produit de la première étape de la conversion du cholestérol en prégnénolone par l'enzyme de clivage de la chaîne latérale du cholestérol, ou P450scc.